# Christian Schlechtweg
Christian Schlechtweg (7 gennaio 1976) è uno schermidore tedesco, vincitore di una medaglia d'argento ai campionati mondiali di scherma.

## Palmarès
In carriera ha conseguito i seguenti risultati:
- Mondiali di scherma

San Pietroburgo 2007: argento nel fioretto a squadre.
- Europei di scherma

Coblenza 2001: oro nel fioretto a squadre.
Mosca 2002: bronzo nel fioretto a squadre.
Gand 2007: oro nel fioretto a squadre.